# Rivière Harricana
Pour les articles homonymes, voir Harricana.
La rivière Harricana est un cours d'eau traversant les régions administratives de l'Abitibi-Témiscamingue et du Nord-du-Québec, au Québec, au Canada. Elle est la deuxième plus longue voie navigable au Canada (170 km de voie navigable) .

## Géographie

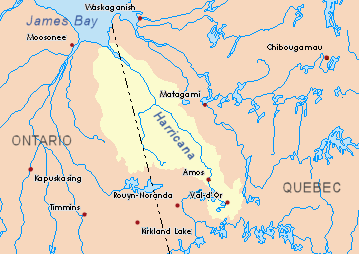
Bassin versant de la rivière Harricana

La rivière Harricana prend sa source dans les lacs Blouin, De Montigny, Lemoine et Mourier, près de Val-d'Or, et se jette en mer dans la baie d'Hannah située dans la partie ontarienne de la baie James, de la baie d'Hudson, quelque 553 km plus au nord dans la région du sud de l'océan Arctique canadien.
L'organisme de bassin versant qui l'englobe est l'OBVAJ, soit l'Organisme de bassin versant Abitibi-Jamésie, lui-même séparé par trois sous-bassins hydrographiques, le bassin versant Nottaway, le bassin versant Harricana et le bassin versant Moose. Le siège de la rivière permet au cour d'eau en question d'avoir un impact majeure sur le développement de la ville d'Amos, selon la Société d'histoire d'Amos.

### Affluents principaux
- Rivière Plamondon
- Rivière Turgeon
- Rivière Samson

### Territoires municipaux traversés
De l'amont vers l'aval :
- Val-d'Or, une ville
- La Motte, une municipalité
- La Corne, une municipalité
- Saint-Mathieu-d'Harricana, une municipalité
- Amos, une ville
- Saint-Dominique-du-Rosaire, une municipalité
- Eeyou Istchee Baie-James (municipalité)
- District de Cochrane

### Cours de la rivière Harricana
Le cours de la rivière Harricana coule sur 479,1 km selon les parties suivantes :
Partie supérieure du cours de la rivière Harricana (segment de : 48,2 km)
À partir de l'embouchure du lac Blouin (secteur de Val-Senneville), la rivière Harricana coule selon les segments suivants :
- 4,8 km vers l'ouest en formant une courbe vers le sud, jusqu'à l'embouchure de la rivière Fiedmont (venant du nord) ;
- 10,4 km vers l'ouest en formant une courbe vers le nord, jusqu'à l'embouchure de la rivière Milky (venant du sud) ;
- 3,5 km vers le nord-ouest, jusqu'à l'embouchure de la rivière Laine (venant du nord) ;
- 9,0 km vers le nord-ouest, jusqu'à l'embouchure de la rivière La Corne (venant du nord) ;
- 6,2 km vers l'ouest, jusqu'à la rive est du Lac Malartic ;
- 14,3 km vers le nord, en traversant le lac Malartic (longueur : 18,8 km ; largeur : 10,0 km ; altitude : 301 m).

Partie supérieure du cours de la rivière Harricana en aval du lac Malartic (segment de : 113,6 km)
À partir de l'embouchure du lac Malartic, la rivière Harricana coule sur :
- 9,3 km vers le nord, en traversant le lac La Motte (largeur : 4,5 km ; altitude : 301 m) sur sa pleine longueur ;
- 6,0 km vers l'ouest, puis le nord-est, jusqu'à la rive sud du lac Figuery ;
- 4,8 km vers le nord, en traversant le lac Figuery (largeur : 2,4 km ; altitude : 301 m) sur sa pleine longueur, jusqu'à son embouchure correspondant à l'embouchure de la rivière Landrienne (venant de l'Est) et à la limite sud de la ville d'Amos ;
- 5,9 km vers le nord dans Amos jusqu'au pont de la route 111 ;
- 15,9 km vers le nord-est jusqu'au pont de la route 395 au village de Saint-Maurice-de-Dalquier ;
- 8,5 km vers le nord, jusqu'à la rive ouest du lac Obalski ;
- 8,3 km vers le nord, en traversant le lac Obalski (longueur : 10,6 km ; largeur : 3,2 km ; altitude : 293 m) dont 0,6 km dans Amos, le reste dans Saint-Dominique-du-Rosaire ;
- 1,7 km vers l'ouest, jusqu'à la limite du canton de Béarn ;
- 11,3 km vers le nord-ouest dans le canton de Béarn en passant sous le pont de la route 109, jusqu'à l'embouchure de la rivière Davy (venant du sud-ouest) ;
- 5,6 km vers le nord, jusqu'à la limite du canton de Miniac ;
- 13,5 km vers le nord, l'ouest, puis le nord, dans le canton de Miniac, jusqu'à l'embouchure de la rivière Berry (venant du sud-ouest) ;
- 3,0 km vers le nord jusqu'à l'embouchure de la rivière Desboues (venant de l'ouest) ;
- 4,8 km vers le nord jusqu'à l'embouchure de la rivière Miniac (venant de l'Est) ;
- 0,9 km vers le nord jusqu'à la limite sud de Eeyou Istchee Baie-James (municipalité) ;

Partie intermédiaire du cours de la rivière Harricana en aval de la limite de Eeyou Istchee Baie-James (municipalité) (segment de : 187,3 km)
À partir de l'embouchure de la limite sud de la municipalité de Eeyou Istchee Baie-James (municipalité)), la rivière Harricana coule selon les segments suivants :
- 11,9 km vers le nord-ouest jusqu'à l'embouchure de la rivière Octave (rivière Harricana) (venant du sud-ouest) ;
- 9,7 km vers le nord-est jusqu'à l'embouchure de la rivière Coigny (venant de l'Est) ;
- 38,4 km vers le nord-ouest jusqu'à l'embouchure de la rivière Gale (venant du sud) ;
- 34,5 km vers le nord-ouest jusqu'au pont de la route 812 à Joutel ;
- 48,4 km vers le nord-ouest jusqu'à l'embouchure de la rivière Adam (rivière Harricana) (venant du sud-est)
- 12,8 km vers le nord-ouest jusqu'à la route 810 ;
- 28,8 km vers le nord-ouest jusqu'à l'embouchure de la rivière Angle (venant du sud) ;
- 2,8 km vers le nord-ouest jusqu'à l'embouchure de la rivière Turgeon (venant de l'ouest).

Partie intermédiaire du cours de la rivière Harricana en aval de la rivière Turgeon (segment de : 130 km)
À partir de l'embouchure de la rivière Turgeon, la rivière Harricana coule selon les segments suivants :
- 1,8 km vers le nord jusqu'à la limite du canton de la Martinière ;
- 11,8 km vers le nord dans le canton de la Martinière, jusqu'à la rivière Samson (baie James) (venant de l'Est) ;
- 8,6 km vers le nord-ouest en contournant l'Île d'un Mille, jusqu'à la limite nord du canton de la Martinière ;
- 31,1 km vers le nord-ouest jusqu'à l'Île des Sept Milles ;
- 18,8 km vers le nord-ouest en contournant l'Île des Sept Milles (longueur : 12,8 km), jusqu'à la rivière Breynat (venant du sud) ;
- 14,6 km vers le nord-ouest jusqu'à la rivière Malouin (venant du sud) ;
- 5,4 km vers le nord-ouest jusqu'à la rivière Joncas (venant de l'Est) ;
- 25,1 km vers le nord-ouest en contournant de nombreuses îles, jusqu'à la limite de l'Ontario.

Partie ontarienne du cours inférieure de la rivière Harricana (segment de : 40,9 km)
À partir de la limite entre le Québec et l'Ontario, la rivière Harricana coule en zones de marais dans le district de Cochrane selon les segments suivants :
- 13,7 km vers le nord-ouest jusqu'à l'estrémité Nord-Ouest de l'île Low Shoal (longueur : 13,9 km), en traversant un archipel et en recueillant les eaux de la rivière Again (venant du sud-est, coulant au Québec et en Ontario) et de la rivière Gorner (venant du sud-est) ;
- 12,9 km vers le nord-ouest, en contournant les îles Goose et Grassy, jusqu'à l'île Francis ;
- 14,3 km vers le nord-ouest, en traversant un delta formé quelques îles dont l'île Francis (longueur : 8,4 km), ainsi qu'en recevant les eaux de la rivière Kesagami (venant du sud), jusqu'à son embouchure[5].

La rivière Harricana se déverse dans la baie Hannah laquelle constitue une extension d'environ 8,3 km vers le sud-est de la baie James. Cette baie reçoit aussi les eaux de la Petite rivière Missisicabi, la rivière Missisicabi et la rivière Piscapecassy.
Comme Amos est la principale ville que l'Harricana traverse de part en part (coulant du sud vers le nord), cette première subit parfois les effets de ses crues printanières alors qu'elle sort littéralement de son lit. Le secteur de la rue Principale Sud de cette ville devient alors le plus affecté.

## Histoire
En tant qu'affluent de la baie James, et donc de la baie d'Hudson, la rivière Harricana et son bassin sont la propriété de la Compagnie de la Baie d'Hudson jusqu'à l'achat par le Canada en 1869. Le territoire est officiellement annexé à la province de Québec en 1898 et les efforts de colonisation peuvent commencer.
En 1906, Henry O'Sullivan explore les bords de l'Harricana et en 1908, les premiers camps s'établissent sur les berges du cours d'eau à la hauteur des rapides. Il s'agit de camps d'approvisionnement pour la construction d'un chemin de fer transcontinental. Quelques années plus tard, en 1910, les premiers colons arrivent et fondent la ville d'Amos en 1914 à l'endroit où le chemin de fer croise le cours d'eau.

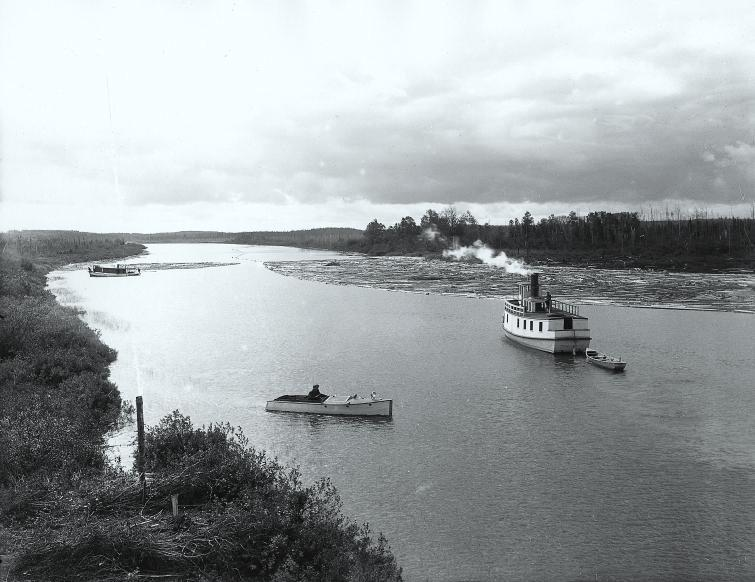
La rivière Harricana à Amos, 1916
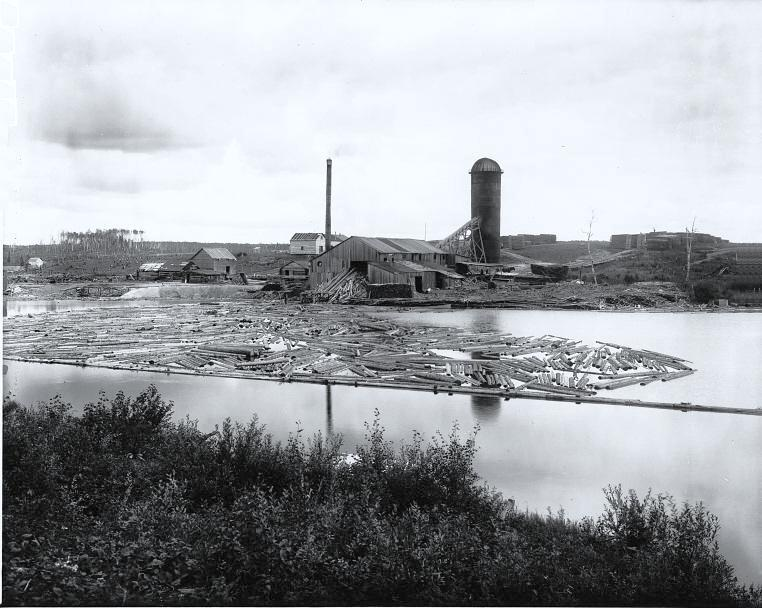
Scierie de la rivière Harricana, 1916

Autrefois se faisait de la drave (flottage du bois) sur l'Harricana, et le cours d'eau servait aussi à faire le transport de ressources jusqu'à Val-d'Or (bois, dynamite, main d'œuvre), là où les mines commençaient à ouvrir. Il fut un temps où le cours d'eau foisonnait d'embarcations, un vrai petit port en pleine forêt boréale. Plusieurs de ces embarcations ont d'ailleurs été coulées au fond du cours d'eau quand on n'en eut plus besoin. C'est le cas du S.S. Sullivan en 1927 qui, plein de ses 165 boîtes de dynamite, gît toujours sous le pont de fer d’Amos auprès de plusieurs autres épaves.
Le jeune Pierre Elliott Trudeau y a fait des voyages de canot avec ses camarades du collège Jean-de-Brébeuf.
Le bassin versant entourant l'Harricana est très intéressant pour les plaisanciers de la région, qui bénéficient d'un réseau de lacs et rivières remarquable. Il est possible de rejoindre plusieurs municipalités de la région seulement par la voie nautique.

## Toponymie
Le nom d'origine de l'Harricana est Nanikana. Mais les missionnaires de l'époque apprenaient la langue algonquine au son et déformèrent ce mot pour en faire le mot Harricana. L'expression algonquine Nanikana prend tout son sens lorsqu'on nous explique qu'elle signifie La voie principale.

## Littérature
Le roman Harricana, de Bernard Clavel, raconte la venue d'un couple de pionniers d'Amos, Alban et Catherine Robillard, venus s'établir pour y ouvrir un magasin général devant la rivière car on s'affaire à construire un pont qui l'enjambera pour la voie ferrée transcanadienne. Roman traditionnel où la description des éléments, des forces de la nature, de la faune sauvage, des autochtones et du feu meublent le récit.
Le roman contemporain L'ultime trésor écrit par Joël Pagé utilise stratégiquement un livret moyenâgeux disparu du nom d'Inventio Fortunate dont se servirait dès 1611 l'explorateur anglais Henry Hudson, qui en détiendrait une copie secrète selon ce roman, pour atteindre avec une volonté très affirmée la rivière Harricana et l'Abitibi. Le fameux livret moyenâgeux ressurgira dans l'arène médiatique contemporaine avec des conséquences mondiales insoupçonnées où la Ville d'Amos deviendra momentanément le centre du monde. Le patrimoine fluvial amossois de l'Harricana est relaté dans plusieurs chapitres du roman, chapitres 10, 16, 31 et 39.